# 張欒
張欒（1461年—1517年），字叔喬，號固斋，江西饶州府德興縣人，民籍。

## 生平
治《詩經》，行十九，由國子生中式弘治八年（1495年）江西鄉試第二十六名舉人，年四十八歲中式正德三年（1508年）戊辰科會試第八十七名，第二甲第四十五名進士。授刑部云南司主事，刑部尚书刘璟为迎合权阉刘瑾，劾奏本部员外郎王尚宾年老、主事张栾、郁采俱才力不及，张栾被贬为凤阳府教授。刘瑾死后，起升归德府同知，署开封府事，修筑城池，抵御流寇有功，正德八年（1513年）春被举荐出任柳州府知府，赴任不久，丁母憂去職，十一年服闋赴部候选，十二年二月升南京刑部四川司员外郎，五月四日病卒，年五十七。所著有《太极图解》。

## 家族
曾祖张贵熊。祖张崇器。父张尚先。母董氏，继母吴氏。慈侍下，兄棨、槩、楘、椉、弟蘽、〔昭木〕、集、桇、㮤。